# 1976 v letectví
Tento článek obsahuje seznam událostí souvisejících s letectvím, které proběhly roku 1976.

## Události

### Duben
- 5. dubna – ve věku 70 let umírá Howard Hughes

### Červenec
- 3. července – Tři C-130 Hercules izraelského letectva se speciálními jednotkami přistávají na letišti v Entebbe v Ugandě, aby osvobodily 258 cestujících z uneseného Airbusu společnosti Air France.

### Září
- 6. září – Sovětský pilot Viktor Bělenko dezertuje i se svým MiGem-25 na Západ a přistává na letišti v Japonsku.

## První lety
- Jakovlev Jak-52

### Červenec
- 3. července – Piaggio P.166, I-PJAG
- 30. července – HAL Kiran Mk II, U738

### Srpen
- 9. srpna – Boeing YC-14, 72-1873
- 12. srpna – Aermacchi MB-339, I-NOVE
- 13. srpna – Bell 222, N9988K
- 27. srpna – PZL-Mielec M-18 Dromader

### Říjen
- 10. října – EMBRAER EMB-121 Xingu, PP-ZXI
- 12. října – Sikorsky S-72, NASA545

### Listopad
- 7. listopadu – Dassault Falcon 50, F-WAMD

### Prosinec
- 1. prosince – Ahrens AR 404, N404AR
- 16. prosince – Shuttle Carrier Aircraft, NASA905
- 22. prosince – Iljušin Il-86, CCCP-86000